# Выносливость
Выно́сливость  — способность организма к продолжительному выполнению какой-либо работы без заметного снижения работоспособности, а также его восстановлению. Уровень выносливости определяют временем, в течение которого человек может выполнять заданное физическое упражнение (разновидность двигательной деятельности).

## Виды выносливости
Существуют 2 вида выносливости:
- Общая — способность к продолжительному выполнению с высокой эффективностью работы умеренной интенсивности
- Специальная — способность к длительному перенесению нагрузок, характерных для конкретного вида деятельности

Специальную выносливость разделяют на:
- Скоростную (характеризуют способностью человека в течение длительного времени выполнять быстрые движения без утомления и нарушения техники)
- Скоростную-силовую (характеризуют выполнением действий высокой активности силового характера в течение длительного времени)
- Координационную (неоднократное повторение сложных технических и тактических действий)
- Силовую (указывает на мышечную способность выполнять тяжёлые упражнения в течение длительного времени без видимых технических нарушений. Такой вид выносливости показывает способность мышц к повторному сокращению через минимальный отрезок времени)

Силовую выносливость подразделяют на 2 типа:
- Динамическую силовую, которую характеризуют выполнением тяжёлых мышечных упражнений в относительно небыстром темпе, но достаточно продолжительное время
- Статическую, которая позволяет поддерживать мышечные напряжения достаточно долгий период без изменения позы[1]